# 豐杜摩爾多瓦鄉

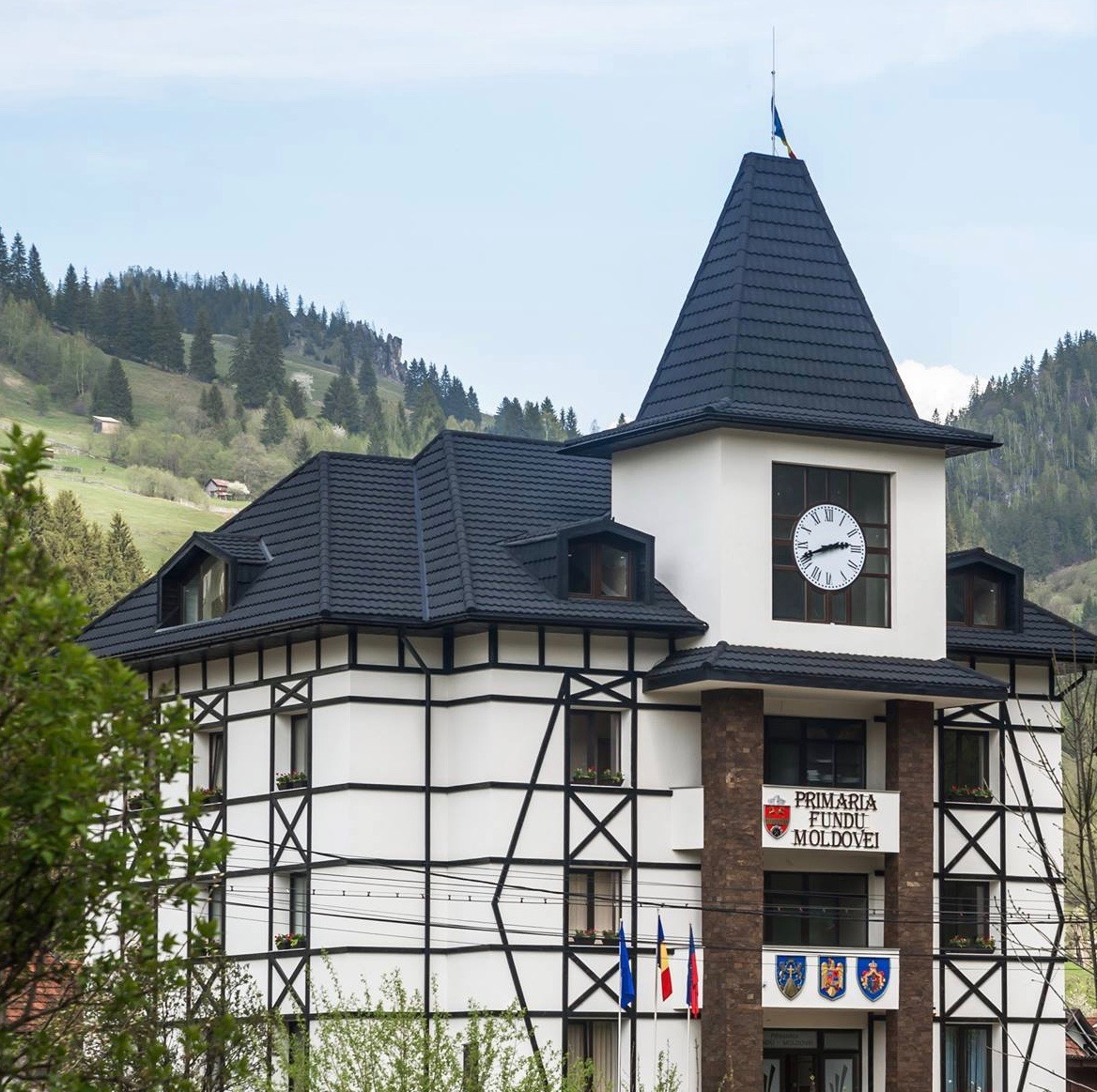
市政廳

47°32′N 25°24′E / 47.533°N 25.400°E
豐杜摩爾多瓦鄉（羅馬尼亞語：Comuna Fundu Moldovei, Suceava），是羅馬尼亞的鄉份，位於該國東北部，由蘇恰瓦縣負責管轄，面積176平方公里，海拔高度726米，2007年人口4,090，人口密度每平方公里23人。

## 腳註

### 外部資料
- Romanian census data, 2002; retrieved on March 1, 2010